# ホセバ・サリオナンディア
ホセバ・サリオナンディア・ウリベラレア（Joseba Sarrionandia Uribelarrea, 1958年4月13日 - ）は、ビスカヤ県イウレタ出身の著作家。バスク人。バスク分離主義のグループバスク祖国と自由のメンバーである。小説の他に、詩や小咄も書く。1985年にバスク祖国と自由のメンバーの共犯として逮捕されたが 、脱獄し、それ以来身を隠しながら書き続けている。

## 生い立ち
彼はビルバオのデウスト大学でバスク文献学の博士号を取得し、バスク語の教師として働き始めた。彼はスペイン国立通信教育大学で音声学を教え、Zeruko Argia、Anaitasuna、Jakin and Oh Euzkadi等の雑誌に作品を発表した。また、ベルナルド・アチャーガ、マヌ・エルツィーリャ、ルペル・オルドリカ、ホン・フアリスティ、ホセマリ・イトゥラルデらとPott Bandaというグループを始めた。サミュエル・テイラー・コールリッジの『老水夫行（The Rime of the Ancient Mariner）』等の翻訳も行った。
1980年、彼はスペイン警察に逮捕され、禁固22年の判決を言い渡された。その頃から、刑務所の現実が彼の作品に表れるようになった。1985年7月7日、サン・フェルミン祭の日に刑務所でバスク人歌手イマノル・ラルサバルのコンサートが行われた際、彼はイニャキ・ピカベアとともにラウドスピーカーの中に身を隠して刑務所を脱出した。バスクのラディカル・ロックグループであるコタツは、彼を称えてSarri, Sarriという曲を作った。その日以来、彼は秘密の場所で暮らし、国外追放や亡命という主題が彼の作品の大きなテーマになった。Lagun Izoztuaという小説の中では、国外追放が描かれている。また彼の詩は、ミケル・ラボア、ルペル・オルドリカやフェルミン・ムグルサ等のバスク人歌手によって歌われている。自身の声で録音したHau da ene ondasun guziaというオーディオブックもある。

## 作品
- Izuen gordelekuetan barrena (1981)
- Narrazioak (1983)
- Intxaur azal baten barruan. Eguberri amarauna (1983)
- Alkohola poemak (1984)
- Ni ez naiz hemengoa (1985)
- Atabala eta euria (1986)
- Marinel zaharrak (1987)
- Marginalia (1988)
- Ez gara gure baitakoak (1989)
- Izeba Mariasunen ipuinak (1989)
- Ainhoari gutunak (1990)
- Ifar aldeko orduak (1990)
- Gartzelako poemak (1992)
- Han izanik hona naiz (1992)
- Hnuy illa nyha majah yahoo (1995)
- Miopeak, bizikletak eta beste langabetu batzuk (1995)
- Hitzen ondoeza (1997)
- Hau da nire ondasun guzia (1999). This book is published in Basque, English, German, French and Spanish.
- Zitroi ur komikiak: Joseba Sarrionandia komikitan (2000)
- Lagun izoztua (2001)
- XX. mendeko poesia kaierak: Joseba Sarrionandia (2002)
- Kolosala izango da (2003)
- Akordatzen (2004)
- Harrapatutako txorien hegalak (2005)
- Munduko zazpi herrialdetako ipuinak (2008)
- Gau ilunekoak (2008)
- Idazlea zeu zara, irakurtzen duzulako (2010)
- Moroak gara behelaino artean? (2010)
- Narrazio guztiak (1979-1990) (2011)
- Durangoko Azoka 1965-2015 (2015)
- Lapur banden etika ala politika (2015)
- Hilda dago poesia? ¿La poesía está muerta? (2016)